# Transcendantaux
En philosophie, antique puis chrétienne, on appelle transcendantaux (en latin : transcendentalia, de transcendere : « dépasser ») les attributs très généraux qui dépassent toutes les catégories (Aristote), qui expriment une propriété commune à tout ce qui est, qui se convertissent l'un dans l'autre.
Initiés par les Anciens et développés par la scolastique médiévale, les transcendantaux désignent donc les propriétés de l'être, aujourd'hui communément considérées comme étant le Beau, le Bon et le Vrai. Vu ontologiquement, les transcendantaux sont compris comme ce qui est commun à tous les êtres. D'un point de vue cognitif, ce sont les « premiers » concepts, puisqu'ils ne peuvent pas être logiquement retracés jusqu'à ce qui les a précédés. Enfin, sur le plan métaphysique, la scolastique conclut à la convertibilité des transcendantaux, autrement dit qu'ils se confondent et désignent fondamentalement la même chose.
D'une part, les philosophes retiennent trois critères :
1. Trans-génériques. Les transcendantaux ne sont limités à aucune catégorie[1]. Ils sont au-delà des genres du concept d'être. Chez Aristote, les catégories sont les genres suprêmes, et au nombre de dix : substance (essence), quantité, qualité, relation, temps, lieu, situation, action, passion, avoir. Les transcendantaux sont plus généraux encore. À suivre Aristote, "l'Un est lié également à l'une quelconque des catégories et ne réside spécialement en aucune d'elles, par exemple ni dans la substance ni dans la qualité, mais il se comporte de la même façon que l'Être envers les catégories" (Métaphysique, X, 2).
2. Communs. Transcendantal veut dire « attribuable à n'importe quel sujet ». Tout ce qui est peut être dit être vrai, bon, etc.
3. Convertibles. Il n'existe entre les transcendantaux qu'une distinction de raison, pas une distinction réelle. Par exemple, l'être est un (ce qui a de l'unité est), et l'un est être (ce qui est a de l'unité) : l'un et le vrai sont convertibles. En latin scolastique, la règle s'énonce ainsi : Ens et Unum convertuntur (l'être et l'un se convertissent).

D'autre part, les philosophes sélectionnent plusieurs termes. La liste varie. Les philosophes citent, en général, outre l'Être lui-même, ses propriétés : l'Unité, le Vrai, le Bien. Selon Thomas de Sutton (XIIIe s.), "il y a six transcendantaux, à savoir : l’être, la chose, quelque chose, l’unité, le bon, le vrai."

## Le mot
Le mot est surtout scolastique. Au Moyen Âge on parle de termini transcendentes, de transcendantia. Le premier à parler de transcendantia est, semble-t-il, Roland de Crémone, dans sa Summa theologiae (Somme de théologie), vers 1230.

## Historique
Platon, bien qu'antérieur à Aristote et donc à la notion de catégorie ou de genres supérieurs aux catégories, pense déjà les transcendantaux. On peut mettre là d'une part ses universaux (l'Être, l'Un), d'autre part ses normes (le Vrai, le Beau, le Juste). Sa théorie des Idées est centrale. Dans le Phédon (75cd), il cite comme Idées, Formes intelligibles, Modèles : l'Égal, le Beau en soi, le Bon en soi, le Juste, le Saint. Dans le Phèdre (247-250), il nomme : la Justice, la Sagesse, la Science, la Beauté, la Pensée. Le Sophiste (254de), de façon plus logique, pose "cinq genres de l'être" : l'être, la Mobilité, la Stabilité, le Même (l'identique), l'Autre, et sous-entend l'Un et le Multiple. Le Parménide systématise les relations entre l'Un et les Multiples, l'Un et l'Être, et envisage quatre hypothèses de base : 1) l'Un qui est Un sans participation, 2) l'Un-Multiple, 3) l'Un-et-Multiple, 4) le Multiples-Un et les Multiples.
Pour Aristote l'Un et l'Être ne sont pas des substances, c'est-à-dire des choses déterminées et des essences. La réalité n'appartient qu'à des unités individuelles et singulières, qui sont des uns en soi. Le seul transcendantal qu’il reconnaisse est l’Un qui est, selon lui, identique à l’Être. Le Vrai est, par lui, traité à part en logique.
« Il n'est pas possible que rien de ce qui est universel soit substance [...]. L'Être lui-même ne peut être une substance comme une chose une et déterminée, en dehors de la multiplicité sensible [...]. L'Un ne peut pas non plus être une substance, puisque l'Être et l'Un sont les plus universels de tous les prédicats. Par conséquent, d'un côté, les genres ne sont pas des réalités, ni des substances séparées des choses sensibles, et, d'un autre côté, l'Un ne peut non plus être un genre, pour les mêmes raisons qui font que ni l'Être ni la substance ne peuvent être des genres. »
L'Être et l'Un sont convertibles, synonymes. Ce qui a de l'unité a de l'être, ce qui a de l'être a de l'unité.
« Que l'Un et l'Être aient à peu près la même signification, cela résulte clairement de ce que l'Un est lié également à l'une quelconque des catégories et ne réside spécialement en aucune d'elles, par exemple ni dans la substance ni dans la qualité, mais il se comporte de la même façon que l'Être envers les catégories ; cela résulte aussi de ce qu'on n'affirme rien de plus quand on dit 'un homme' que quand on dit 'homme', tout comme l'Être ne signifie rien en dehors de la substance, de la qualité ou de la quantité ; c'est qu'enfin être un, c'est posséder l'existence individuelle. »
Le néoplatonicien Proclos (412-485) développe une foisonnante théorie de transcendantaux, qui dérivent et reviennent à l'Un. L'Un est Être, Vie, Esprit. Et Proclos avance un grand nombre de triades.
Avicenne (vers 1030) intègre la res (chose) et le aliquid (quelque chose) dans la liste des transcendantaux.
Philippe le Chancelier, vers 1232, dans sa Summa de bono (Somme sur le bien), traite de la transcendance de l'être.
Albert le Grand souligne le caractère de généralité de ces transcendantaux qui, s'attribuant à toute chose, sont au-delà de la réalité existante. Il écrit que "la definitio logica (définition logique) est transcendante (transcendens) aux objets réels en ce qu'elle n'exprime pas la réalité concrète de l'existence".
Thomas d'Aquin énumère cinq transcendantaux, en plus de l'être (ens) : la chose (res), l'un (unum), le quelque chose (aliquid), le vrai (verum), le bon (bonum). Res est un synonyme direct de ens, l'unité se dit de chaque chose considérée en elle-même, et chaque chose est dite aliquid en rapport avec les autres ; la vérité et la bonté indiquent la correspondance parfaite de chaque chose avec l'intellect et la volonté de Dieu.
Un opuscule, attribué à Thomas d'Aquin, mais sans doute de Thomas de Sutton, dit ceci :
« Il y a six transcendantaux, savoir : l’être, la chose, quelque chose, l’unité, le bon, le vrai, qui dans le fond sont la même chose, mais ont néanmoins entre eux une distinction de raison. Comme, en effet, dans les démonstrations il faut résoudre toutes les propositions jusqu’aux principes mêmes, auxquels la raison doit nécessairement s’en tenir; de même, dans la compréhension de ces six choses, il faut s’arrêter à l’être, parce qu'en toute chose la connaissance est naturellement connue, de même que le principe est contenu dans toutes les propositions qui dérivent des principes. C’est pour cela qu’il faut que toutes les autres choses ajoutent quelque chose à l’être qui ne soit pas de l’intellect de l’être; car elles ne peuvent rien ajouter de l’intellect de quoi l’être ne soit pas. Il arrive donc, de deux manières, qu’une chose est à une autre. Quelquefois la chose à laquelle on ajoute n’est pas de l’intellect de la chose ajoutée, comme l’individu ajoute la matière individuelle à la raison de l’espèce, et l’espèce n’est pas de l’intellect de cette matière. Une telle addition est une addition réale. »
En 1257, saint Bonaventure, dans son Brevoloquium met en correspondances les trois premiers transcendantaux (Unum, Bonum, Verum) et les trois personnes de la Trinité chrétienne (Père, Fils, Esprit).
Dans son petit traité L'Être et l'Un, Pic de la Mirandole distingue quatre transcendantaux (Être, Un, Vrai et Bien) et leur négation (rien, divisé, faux et mal). Tandis que Dieu a par soi les transcendantaux, ce qui vient après Dieu l'a par Lui. Les transcendantaux sont donc inhérents au créateur et toute chose désire l'être, l'un, le vrai et le bien.
Pour Spinoza, « les termes appelés transcendantaux, tels qu'Être, Chose, Quelque chose » ne sont que des images confuses.
Leibniz insiste sur la convertibilité.
« Je tiens pour un axiome cette proposition identique qui n'est diversifiée que par l'accent : que ce qui n'est pas véritablement un être n'est pas non plus véritablement un être. On a toujours cru que l'un et l'être sont des choses réciproques. Autre chose est l'être, autre chose est des êtres ; mais le pluriel suppose le singulier, et là où il n'y a pas un être, il y aura encore moins plusieurs êtres. »
Le mot transcendantal prend chez Kant un sens très différent, presque synonyme d'a priori, et distinct de transcendant. Est transcendant tout ce qui dépasse le domaine de l'expérience possible, ce dont on ne peut faire l'expérience. Est transcendantal tout ce qui, tout en dépassant l'expérience possible, est condition de possibilité de l'expérience, et, par suite, de la connaissance a priori. Par définition, ce qui est transcendantal est ainsi a priori, c'est-à-dire logiquement antérieur à l'expérience, qu'il rend possible.
« Je nomme transcendantale toute connaissance qui a affaire, non pas tant aux objets, que, de façon générale, à nos concepts a priori des objets. »
En 1836, Victor Cousin publie Du vrai, du beau et du bien. Cousin fonde ici l'éclectisme moderne. Il monte à travers les trois degrés que sont la sensation, la raison et le sentiment jusqu'à l'idée de Dieu, qui est vérité absolue, beauté parfaite et providence juste.